# 高橋勇菊
高橋 勇菊（たかはし ゆうき、1978年3月3日 - ）は、青森県三戸郡五戸町出身の元サッカー選手、サッカー指導者。ポジションは、MF、DF。日本サッカー協会公認S級コーチ。

## 来歴
大学時代は、インカレベスト4、総理大臣杯ベスト4と成績を残す。卒業後は、モンテディオ山形との契約が決まりかけていたが、監督交代とともにクラブの方針が変わり、破談となる。それでもサッカーを続け、群馬FCフォルトナなどでプレーをする。
2001年に東京ヴェルディ1969のセレクションを受けて合格。約1年間所属後、北陸電力サッカー部アローズ北陸へ移籍し、2005年に現役を引退した。
引退後は、指導者の道へ進み、カターレ富山のアカデミーでコーチを務めた。
2020年、富山新庄クラブの監督に就任。2022年9月、カターレ富山のトップチームアシスタントコーチに就任。
2023年よりヴァンラーレ八戸のヘッドコーチに就任した。

## 所属クラブ
- 青森県立五戸高等学校
- 1996年 - 1999年 仙台大学
- 2000年 キルシェ鶴岡
- 2000年途中 - 2000年12月 群馬FCフォルトナ
- 2001年 - 2001年10月 東京ヴェルディ1969
- 2001年11月 - 2005年 北陸電力サッカー部アローズ北陸

## 個人成績
| 国内大会個人成績 | 国内大会個人成績 | 国内大会個人成績 | 国内大会個人成績 | 国内大会個人成績 | 国内大会個人成績 | 国内大会個人成績 | 国内大会個人成績 | 国内大会個人成績 | 国内大会個人成績 | 国内大会個人成績 | 国内大会個人成績 |
| 年度             | クラブ           | 背番号           | リーグ           | リーグ戦         | リーグ戦         | リーグ杯         | リーグ杯         | オープン杯       | オープン杯       | 期間通算         | 期間通算         |
| 年度             | クラブ           | 背番号           | リーグ           | 出場             | 得点             | 出場             | 得点             | 出場             | 得点             | 出場             | 得点             |
| 日本             | 日本             | 日本             | 日本             | リーグ戦         | リーグ戦         | リーグ杯         | リーグ杯         | 天皇杯           | 天皇杯           | 期間通算         | 期間通算         |
| ---------------- | ---------------- | ---------------- | ---------------- | ---------------- | ---------------- | ---------------- | ---------------- | ---------------- | ---------------- | ---------------- | ---------------- |
| 2001             | 東京V            | 30               | J1               | 0                | 0                | 0                | 0                | 0                | 0                | 0                | 0                |
| 2001             | アローズ         | 23               | JFL              | 3                | 0                | -                | -                | 0                | 0                | 3                | 0                |
| 2002             | アローズ         | 23               | JFL              | 14               | 1                | -                | -                | -                | -                | 14               | 1                |
| 2003             | アローズ         | 23               | JFL              | 26               | 1                | -                | -                | 0                | 0                | 26               | 1                |
| 2004             | アローズ         | 23               | JFL              | 29               | 2                | -                | -                | 0                | 0                | 29               | 2                |
| 2005             | アローズ         | 23               | JFL              | 6                | 1                | -                | -                | 0                | 0                | 6                | 1                |
| 通算             | 日本             | 日本             | J1               | 0                | 0                | 0                | 0                | 0                | 0                | 0                | 0                |
| 通算             | 日本             | 日本             | JFL              | 78               | 5                | -                | -                | 0                | 0                | 78               | 5                |
| 総通算           | 総通算           | 総通算           | 総通算           | 78               | 5                | 0                | 0                | 0                | 0                | 78               | 5                |

## 指導歴
- 2006年 - 2009年 不二越工業高校 コーチ
- 2008年 - 2009年 富山県U-16トレセン コーチ
- 2009年 - 2019年 カターレ富山
  - 2009年 - 2011年 普及育成コーチ
  - 2011年 - 2012年 U-15 コーチ
  - 2012年 - 2013年 U-15 監督
  - 2013年 - 2015年 U-15 コーチ
  - 2015年 - 2017年 U-18 コーチ・トップチーム アシスタントコーチ
  - 2017年 - 2019年 U-15監督兼アカデミーサブダイレクター
  - 2019年 U-15 コーチ
- 2020年 - 2022年9月 富山新庄クラブ 監督
- 2022年9月 - 同年12月 カターレ富山 アシスタントコーチ
- 2023年 - ヴァンラーレ八戸 ヘッドコーチ